# スイス国鉄Ae3/6 II形電気機関車

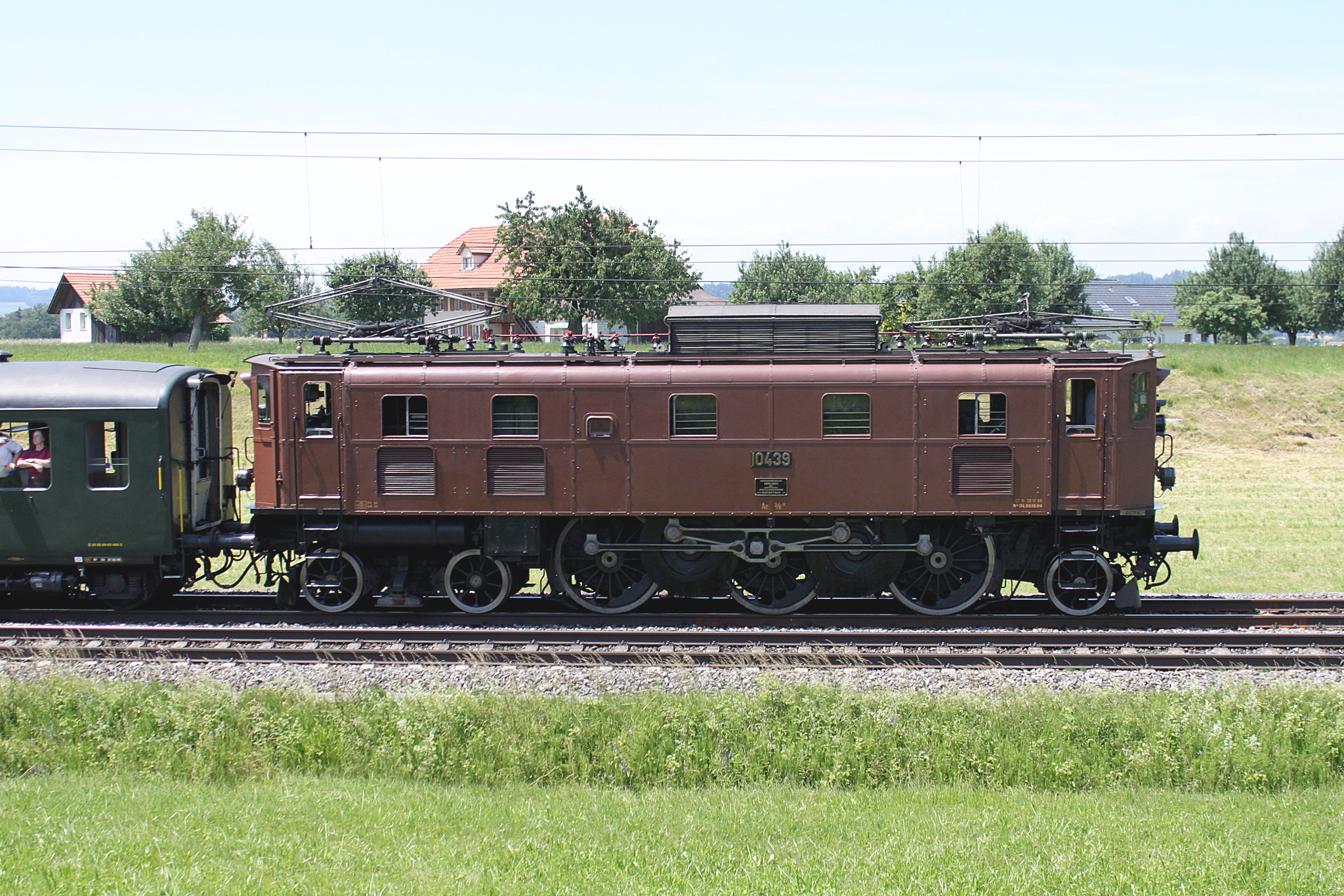
Ae4/6^{II} 10439号機、オルテン機関区所属動態保存機

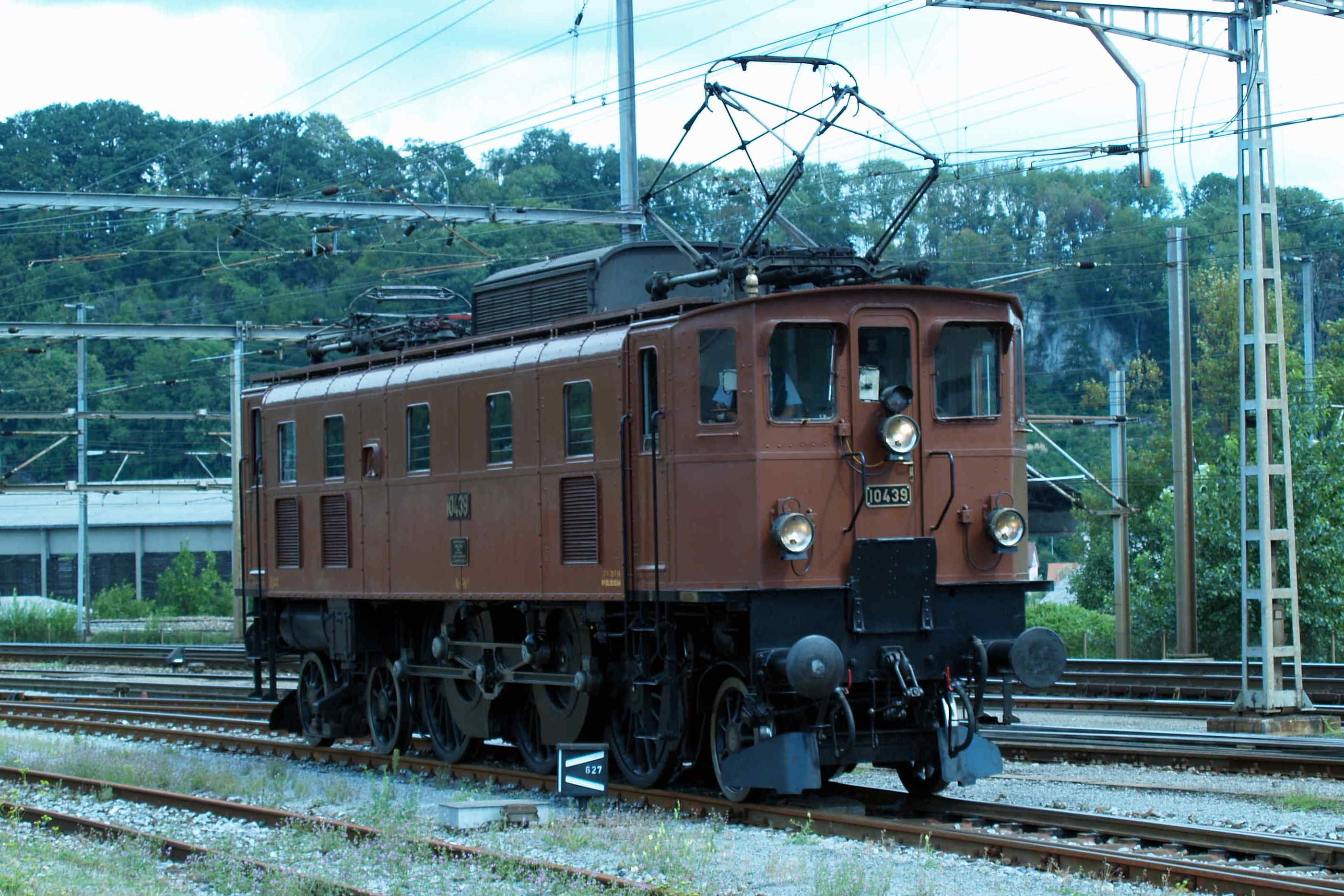
同じくAe4/6^{II} 10439号機

スイス国鉄Ae3/6II形電気機関車（スイスこくてつAe3/6IIがたでんききかんしゃ）は、スイスのスイス連邦鉄道（SBB: Schweizerische Bundesbahnen、スイス国鉄）の主に平坦線で使用された本線用ロッド駆動式電気機関車である。

## 概要
スイス国鉄は1920年以降の電化に際して平坦線用の電気機関車として「動輪3軸で出力2000PS級、最高速度90km/h」の条件をBBCとMFO、SAASの3社に提示し、各社に提案を求めた。これに対してBBCが提案したのが車軸配置2'Co'1でブフリ駆動のAe3/6I形、SAASは車軸配置1'Co'1でウェスティングハウス式クイル駆動のAe3/5形を提案したが、MFOが提案したのが車軸配置2'Co'1でロッド駆動式の本機であり、60両が製造された。なお、いずれの形式も車体、機械部分、台車の製造はSLMが担当している。本機はロッド駆動と低圧タップ切換制御により、1時間定格出力1550kW/牽引力81kNを発揮し、最高速度も当初90km/hであったが1928年に100km/hまで引き上げられた。なお、各製造ロットごとの機番とSLM機番、製造年、機械品/電機品製造メーカーは下記のとおりである。
初期形
- 10401-10413 - 2820/22-2832/22 - 1923-24年 - SLM/MFO
- 10414-10420 - 2846/23-2852/23 - 1924年 - SLM/MFO

後期形
- 10421-10427 - 2990/24-2996/24 - 1925年 - SLM/MFO
- 10428-10450 - 3002/24-3024/24 - 1925年 - SLM/MFO
- 10451-10460 - 3091/25-3100/25 - 1926年 - SLM/MFO

## 仕様

### 車体
- 車体は車体端を絞り、幅2950mmの機械室部分と2870mmの運転室部分に段差があるこの時代のスイス製電気機関車の標準スタイルであり、正面は貫通扉が設置され、10421号機以降は運転室窓が庇付となっている。
- 貫通扉の窓下と正面下部左右の3箇所に丸型の前照灯が設置されており、連結器は車体取付のねじ式連結器で緩衝器が左右、フック・リングが中央にあるタイプであり、その上に連結間の渡り板を設置している。
- なお、1954年以降正面貫通扉は順次埋められ、貫通扉窓と同じサイズの小窓が設置され、連結間渡り板も撤去されている。
- 運転室は長さ1495mmで、右側にスイスやドイツで一般的な円形のハンドル式のマスターコントローラーが設置され、当時は標準であった立って運転する形態となっているが、運転手用と助手用の簡単な補助席が設けられている。また、運転室両サイドに下降式窓付きの乗務員室扉を設置しているが、運転台側の乗務員室扉は後年になって順次埋められている。
- 機械室は3室に分かれており、前位側から長さ3968mmの制御機器室、4060mmの主電動機室、1818mmの補機室となっており、これらの側面壁は機器載替等を考慮して全面取外式となっている。制御機器室は前位側からタップ切換器、主変圧器、主開閉器が設置され、側面には片側2箇所の採光窓と1箇所（10420号機まで）もしくは2箇所（10421号機以降）の冷却気取入用ルーバーが設けられている。主電動機室には2基の主電動機が台枠上に設置された主電動機設置枠上に1930mm間隔で設置され、各主電動機上部にそれぞれ逆転器が、その間に主電動機冷却用送風機が設置されており、側面には2箇所の採光窓が設けられている。補機室には空気ブレーキ装置、電動空気圧縮機、電動発電機、主変圧器冷却油冷却機が設置され、側面には採光窓と冷却気取入用ルーバーが1箇所ずつ設けられている。
- 屋根上には大形のパンタグラフが2基設置されているほか、主電動機室上部には冷却気吸入用ルーバー付のモニタが設けられている。
- 製造時はスイス国鉄標準の茶色車体であったが、後に順次緑色となっている。また、車体側面中央と正面貫通扉に機番のプレートが設置され、屋根および屋根上機器がライトグレー、床下機器と台車は黒であった。

### 走行機器
- 制御方式は低圧タップ切換制御を採用し、10401-10420号機では134Vから536Vまで、10421号機以降は99Vから545Vまで主電動機の電圧を制御する。主変圧器は油冷式で2軸先台車上の制御機器室に設置されており、主電動機用の出力のほか、補機用の220V、暖房用の1000Vの出力を用意している。
- なお、10401-10420号機の主変圧器は熱的に容量が不足していたことと、低圧時のタップ間電圧が大きく起動時のショックが大きかったことから10421号機以降で改良され、重量も軽減されたものとなっている。
- 主変圧器からの駆動用出力は2組用意されており、それぞれ1台ずつの主電動機を駆動しており、タップ切換器と逆転機もそれぞれ主電動機毎に設けられている。タップ切換器は主変圧器出力からの9段[5]のタップを単位スイッチによって9段階に制御し、主電動機毎の2組のタップ切換器を交互に進段させることで機関車としては力行を17段制御としている。
- ブレーキ装置はウェスティングハウス式の空気ブレーキと手ブレーキを装備し、空気ブレーキは動輪と2軸先台車に、手ブレーキは動輪のみに作用する。また、回生ブレーキが1928年に10401号機に試験的に設置されたほか、ベリンツォーナに配置されてゴッタルドルートで使用された機体を中心に他の一部機体にも設置されている。
- 車軸配置は2'Co'1で主台枠は25mm厚の鋼板を使用した板台枠式で、2軸先台車と1軸先台車および動輪3軸から構成され、先輪径は950mm、動輪径は1610mmのいずれもスポーク車輪であり、第2動輪に左右各15mm、2軸先台車に各80mm、1軸先台車に各70mm（10421号機以降）または各83mm（10420号機まで）の横動量が設定されている。
- 駆動装置はBe3/5形で実用試験がされていたロッド式駆動装置で、主電動機室内に2基設置された主電動機軸の有効径614.67mmの小歯車から歯車比2.224の1段減速で有効径1367.39mmのジャック軸2軸の大歯車をそれぞれ駆動し、そこからは2軸のジャック軸と第2動輪を結ぶスコッチヨークおよび第2動輪と第1、第3動輪間の連結棒で動力を伝達する方式で、連結棒以外の駆動装置をバネ上重量とすることができ、外観上では、カウンターウエイト付の大径の動輪と連結棒により蒸気機関車にも似た構造が特徴であった。
- 主電動機は直径1880mmの大形[6]の交流整流子電動機で、1時間定格出力は775kW×2台、連続定格出力645kW×2台で、冷却は冷却ファンによる強制通風で、主電動機室内に設置された冷却ファンから冷却気が送風される。なお、冷却気は屋根上のモニタおよび側面のルーバーより取入れられる。
- 補機類としては、パンタグラフはMFO製のTyp MFO PP 950を2基、主開閉器は油遮断器を1基搭載するほか、主変圧器冷却油冷却機1台、主電動機冷却ファン1台、電動空気圧縮機は10435号機までは回転式、10436号機以降はレシプロ式のものを1台、いずれも主変圧器からのAC220V駆動のものを搭載しているほか、空気タンクなどが床下に設置されている。

### 主要諸元
- 軌間：1435mm
- 電気方式：AC15kV 16.7Hz 架空線式
- 最大寸法：全長14090mm、車体幅2950mm、屋根高3750mm、全高4500mm（パンタグラフ折畳時）
- 軸配置：2'Co'1
- 全軸距：10800mm
- 動輪径：1610mm
- 先輪径：950mm
- 減速比：2.224
- 動輪中心間距離：2350mm×2
- 先台車軸距：2150mm
- 運転整備重量：98.5t(10401-420)/96.7t(10421-460)
- 動輪周上重量：55.3t(10401-420)/56.3t(10421-460)
- 走行装置
  - 主制御装置：低圧タップ切換制御
  - 主電動機：交流整流子電動機×2台
  - 主電動機出力：1時間定格出力775kW、連続定格出力645kW
- 牽引力
  - 牽引力：1時間定格81kN、最大147kN
  - 牽引トン数：722t（10パーミル）
- 定格速度：1時間定格65km/h、連続定格75km/h
- 最高速度：90km/h（製造時）、100km/h（1928年以降）
- ブレーキ装置：手ブレーキ、空気ブレーキ、一部機体は回生ブレーキ

## 運行・廃車
- スイス国鉄の主に平坦線で使用されていた。
- 1923年1月19日に10401号機が試運転を開始して以降、1926年6月にかけて製造、配置された。当時の配置は以下の通り。
  - チューリッヒ - 10401-10405
  - オルテン - 10405-10413、10439-10449
  - バーゼル - 10414-10438
  - ルツェルン - 10450-10460
- 各地の急行列車や旅客列車、貨物列車に使用されていたが、110km/h運用はAe3/6I形、重量のある列車はAe4/7形の担当であった。最も広く配置されていた1928年時点の配置は以下の通り。
  - サンクト・ガレン - 10401-10405
  - ロールシャッハ - 10406-10409
  - チューリッヒ - 10410-10412
  - ロマンショルン - 10413-10416
  - オルテン - 10417-10424、10436-10446
  - バーゼル - 10425-10434
  - ベリンツォーナ - 10435、10447
  - ルツェルン - 10450-10460
- 1965年から廃車が始まり、軸配置Bo'Bo'でBBCのスプリングドライブ式駆動のRe4/4I形に急行運用を譲ったAe3/6I形やAe4/7形に置き換えられて、1973年時点では14両が残っていたが、1977年までに順次廃車となった。なお、1960年時点での配置は以下の通り。
  - オルテン - 10401-10443
  - ヴィンタートゥール - 10444-10460
- 廃車後も暖房用電力の供給用として16両が定置の変圧器として使用されたほか、10419号機は1973年に電気検測車に改造され、1977年には事業用車のX 30 85 98-30 505に形式変更されている。
- 現在では10439号機[7]がスイス国鉄の歴史的機関車に指定されて原形に復元され、動態保存機としてオルテンに配置されている。なお、復元に際しては廃車となっていた他号機やAe3/5形、Ae3/6I形から各種部品を流用している。
- このほか、10448号機が1995年にスイスの鉄道車両保存団体であるSWISSTRAINへ譲渡され、静態保存のための復元待ちとなっている。